# 瓦西里·塔季謝夫
瓦西里·尼基季奇·塔季謝夫（羅馬化：Vasiliy Nikitich Tatishchev；1686年4月19日—1750年7月15日），俄國政治家、历史学家、哲学家和民族志学家。他的著作有《自远古以来的俄国史》五卷。